# 磯田長秋
磯田 長秋（いそだ ちょうしゅう、1880年（明治13年）5月5日 - 1947年（昭和22年）10月25日、本名は磯田 孫三郎）は日本画家。歴史画に長じ、後半生は現在の船橋市に住んで多くの作品を残した。

## 略歴
東京市日本橋区新和泉町（現在の東京都中央区日本橋人形町に生まれ、当時の姓は「内田」。1889年（明治22年）に磯田家へ養子に入った。
若くして日本画（大和絵）を学び、当初は狩野派の芝永章につき、のちに土佐派の流れを汲む小堀鞆音に師事。1898年（明治31年）、鞆音同門の安田靫彦や小山栄達らと紫紅会を結成し、1900年（明治33年）に同会へ松本楓湖門下の今村紫紅が加わったことで紅児会に改称した後も同会に所属し、主に歴史画について研鑽を積んだ。1903年（明治36年）には『美術画報』誌に「大塔宮」が掲載され、され、以後も歴史画系の美術雑誌や画集への作品掲載を重ねた。1907年（明治40年）の第1回文部省美術展覧会（文展）では「楠正成」が入選、同年には国画玉成会に参加した。同会は岡倉天心を中心とした日本美術院系の「新派」の流れを汲み、紅児会からは安田靫彦が評議員、今村紫紅も会員として参加していた。鞆音は1898年の「美校騒動」で自らの師匠である川﨑千虎が岡倉に同調したことに従って東京美術学校（現在の東京芸術大学）助教授職を辞した後に天心と訣別していたが、長秋は1902年（明治35年）に鞆音が中心となって設立された歴史風俗画会でも創立メンバーとなり、靫彦ともに両派双方と良好な関係を維持した。
1912年（明治45年、大正元年）に元号が「大正」となっても長秋の活躍は続き、同年と翌1913年（大正2年）の文展で2年連続褒状、1915年（大正4年）には3等賞を受賞した。1919年（大正8年）に設立された帝国美術院については同年の第1回美術展覧会で「大塔宮」を出品した。

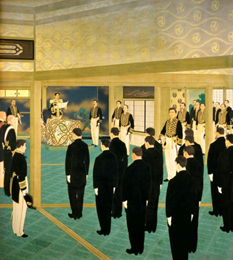
聖徳記念絵画館壁画『地方官会議臨御』（木戸幸一侯爵奉納）。1875年（明治8年）6月20日に赤坂御所で開催された地方官会議に臨御した明治天皇を描く。

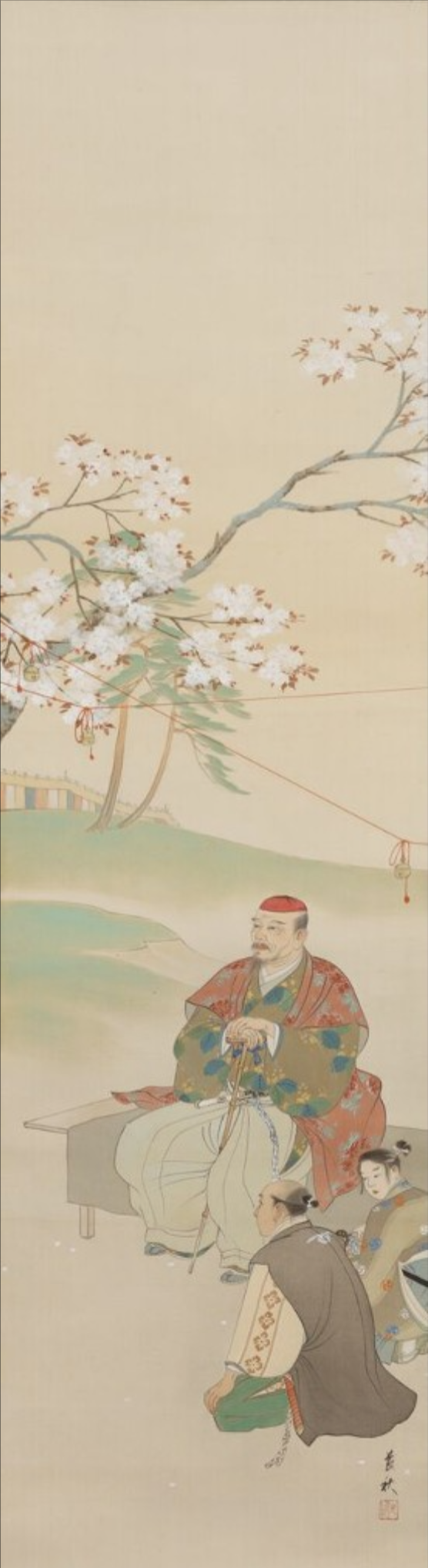
「醍醐の花見」、1937年（昭和12年）、船橋市教育委員会所蔵。

1922年（大正11年）、長秋は東京市内から千葉県船橋町（その後の船橋市本町）に転居し、以後25年間この地で暮らした。転居後も長秋は積極的な創作活動を行い、1923年（大正12年）には革新日本画会設立に幹事として参画し、1925年（大正14年）の第6回展覧会で「陸奥霊山によれる北畠頭家」を出品し、元号が「昭和」となった後の1928年（昭和3年）には明治神宮外苑の聖徳記念絵画館に「地方官会議臨御」を献納した。同館への日本画家選定は鞆音が中心となって行っており、長秋は靫彦や川﨑小虎、小山栄達、山田真山などの兄弟弟子とともにその一翼を担った。1930年（昭和5年）に開催された「日本美術展覧会」（ローマ展）には「加茂之競馬」を出展した。1931年（昭和6年）が鞆音が亡くなった際には臨終の場に立ち会い、葬儀の際には委員として仕切った。その後も鞆音の弟子が続けた「革丙会」にも参加した。
一方で、個人の活動も積極的に展開し、「新文展」となった官展系（現在の日展の前身）への出展も続けた。後述する磯田の展覧会では戦時中の1943年（昭和18年）から1944年（昭和19年）にかけて雑誌「講談倶楽部」に掲載された長秋の挿絵が公開された。ただし、1945年（昭和20年）に日本が第二次世界大戦（大東亜戦争）で敗北すると、日本を占領した連合国軍最高司令官総司令部(GHQ)は日本の軍国主義一掃政策の中で戦争画を禁じ、長秋は活動の中心としてきた歴史画（武者絵）の制作ができなくなった。敗戦から2年後の1947年（昭和22年）に長秋は67歳で没した。
長秋は地元の船橋に根ざした活動も続け、同地の意富比神社（船橋大神宮）や玉川旅館などにも作品を収めた。1937年（昭和12年）には隣の市川市中山にある法華経寺の神保弁静が発起人となって刊行した『日蓮聖人御伝木版画：宗祖六百五拾遠忌御報恩記念』で一部の図版を担当した。
その後、長秋の作品の一部や24冊に及ぶ日記は遺族より船橋市に寄贈され、東京在住時に起きた日清戦争から第二次世界大戦後に到るまで記された内容は、当時の日本画家やその愛好家についての美術史、そして大正末期から終戦直後に到る船橋の地域史に関わる資料が含まれ、船橋市教育委員会などによる調査研究が進められている。
2022年（令和4年）には12月7日から12月18日まで、長秋を中心に扱った初の展覧会『磯田長秋－船橋で時を描いた日本画家－』が同委員会と同市文化・スポーツ公社の主催によって船橋市民ギャラリーで行われ、静御前の舞姿を4枚の杉戸に描いた作品、日記の1933年（昭和8年）部分などの約60点展示、ともに教育委員会所属の学芸員である文化課学芸員の益子実華と郷土資料館学芸員の小田真裕によるギャラリートークなどが行われた。
上記の通り、長秋は歴史人物画、特に合戦図を得意とし、主要な作品としては上記のほかに「明治神宮造営史大絵巻物二七題」などがある。